# Arroyo Putah
El arroyo Putah (en inglés: Putah Creek y en "Patwin": Liwaito) es un pequeño y a veces caudaloso arroyo situado al norte del estado de California (Estados Unidos), un afluente del "Yolo Bypass", y en última instancia, el río Sacramento. El arroyo de 137 km (85 millas) de largo, tiene su nacimiento en las montañas Mayacamas, una parte de la Cordillera de la Costa, y fluye hacia el este a través de dos presas. Primero, la represa Monticello forma el lago Berryessa, debajo del cual Putah Creek forma el límite de los condados de Yolo y Solano, y luego fluye hacia la presa de desvío Putah y el lago Solano. Después de varios años de sequía a fines de la década de 1980, la mayor parte de Putah Creek se secó, lo que provocó una demanda histórica que resultó en la firma del "Acuerdo de Putah Creek" en el 2000. El Acuerdo estableció descargas de las presas para mantener los flujos de los arroyos en Putah Creek, con regímenes de flujo natural que aumentan en invierno / primavera y disminuyen en verano / otoño. La restauración de los regímenes de flujo natural ha resultado en un incremento de las especies de aves ribereñas y el regreso de la trucha arco iris nativa "Steelhead trout" y el salmón real o Chinook en desove, además de proteger el sustento de los agricultores en la cuenca baja.

## Historia
El verdadero significado de "Putah" en Putah Creek ha sido objeto de discusión y especulación. Originalmente se llamaba "Arroyo de los Putos" (1844) y "Puta Creek" (1845), pero la forma "Puta" fue rechazada por la Junta de Nombres Geográficos de los Estados Unidos, probablemente debido al parecido con la palabra en español puta
Según la Erwin Gudde (1889–1969), el parecido es "puramente accidental". La revisada cuarta edición de Gudde's California Place Names tiene la siguiente entrada:

 Putah Creek [Lake, Napa, Solano Cos.]. From Lake Miwok puṭa wuwwe "grassy creek" (Callaghan; cf. Beeler 1974:141). The similarity to Spanish puta "prostitute" is purely accidental. In the records of Mission San Francisco Solano (Sonoma Mission) of 1824, the natives of the place are mentioned with various spellings from Putto to Puttato. In the baptismal records of "Mission Dolores" an adulto de Putü is mentioned in 1817, and the wife of Pedro Putay in 1821 (Arch. Mis. 1:94.81). In 1842 the stream was well known by its name: "I know that the Rio was called 'Putos.'...It is well-known by the name which has been given it" (J. J. Warner, land-grant case 232 ND). The name was probably fixed by William Wolfskill, who named his grant "Rancho Rio de los Putos" on May 24, 1842. In 1843 the name was used in the titles of three other land grants, in one of which the spelling "Rancho Las Putas" occurs. In the Statutes of California of the early 1850s, in the Indian Reports, and in the Pacific Railroad Surveys, the spelling of the name is in complete confusion. The present version was applied to a town in 1853, was used in the Statutes of 1854, was made popular by the Bancroft maps, and finally was adopted by the USGS.
Putah Creek [Lake, Napa, Solano Cos.]. término que procede de el lago Miwok-puṭa wuwwe (en la lengua "Patwin" aborigen) "arroyo cubierto de hierba" (Callaghan; cf. Beeler 1974: 141). La similitud con la "puta"-"prostituta" española es puramente accidental. En los registros de la Misión San Francisco Solano (Sonoma Mission) de 1824, los nativos del lugar se mencionan con varias grafías de "Putto" a "Puttato". En los registros bautismales de Misión Dolores se menciona un adulto de Putü en 1817, y a la esposa de Pedro Putay en 1821 (Arch. Mis. 1: 94.81). En 1842 el arroyo era bien conocido por su nombre: "Sé que el Río se llamaba 'Putos' ... Es bien conocido por el nombre que se le ha dado" (JJ Warner, caso de concesión de tierras 232 ND ). El nombre probablemente fue fijado por William Wolfskill, quien nombró a su concesión Río de los Putos el 24 de mayo de 1842. En 1843 el nombre se usó en los títulos de otras tres mercedes de tierras, en una de las cuales aparece la denominación Rancho Las Putas. En los Estatutos de California de principios de la década de 1850, en los "Indian Reports" y en las "Pacific Railroad Surveys", la ortografía del nombre es completamente confusa. La versión actual se aplicó a una ciudad en 1853, se utilizó en los Estatutos de 1854, se hizo popular con los mapas de Bancroft y finalmente fue adoptada por el Servicio Geológico de los Estados Unidos (USGS).

## Economía y control
La "Agencia de Medidas de Control de Inundaciones del Área de Sacramento" (Sacramento Area Flood Control Agency, SAFCA) es una agencia de poderes conjuntos encargada del mantenimiento del río de Sacramento dentro de sus márgenes y diques. El gobernador de California Schwarzenegger declaró el estado de emergencia en febrero de 2006 en una tentativa de reparar los diques, cuyo deterioro podría afectar la calidad del agua potable de dos terceras partes de los residentes de California.
Algunas vistas del "Putah Creek".

Detalles
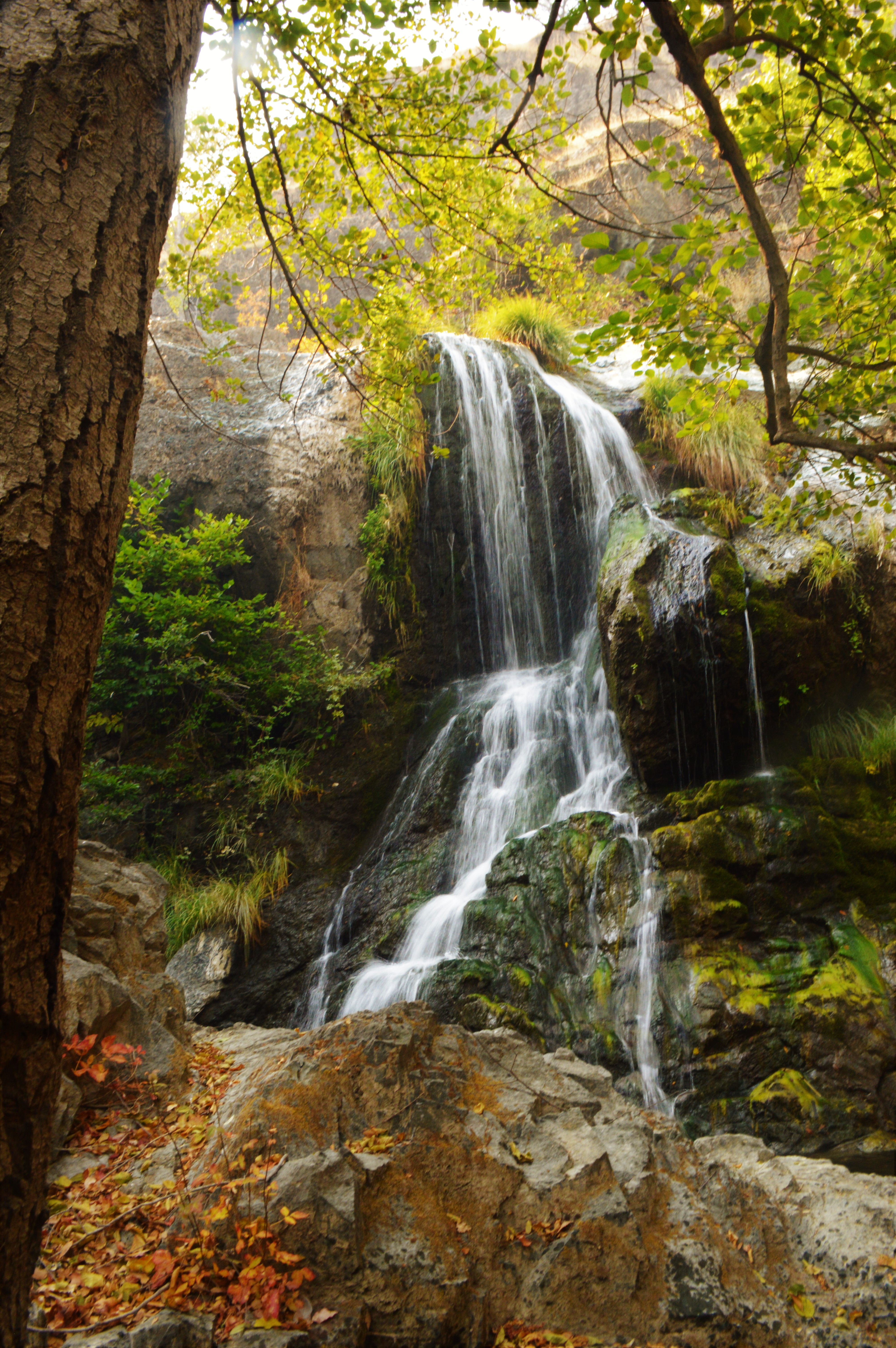
El nacimiento de "Putah Creek" en "Cobb Mountain".
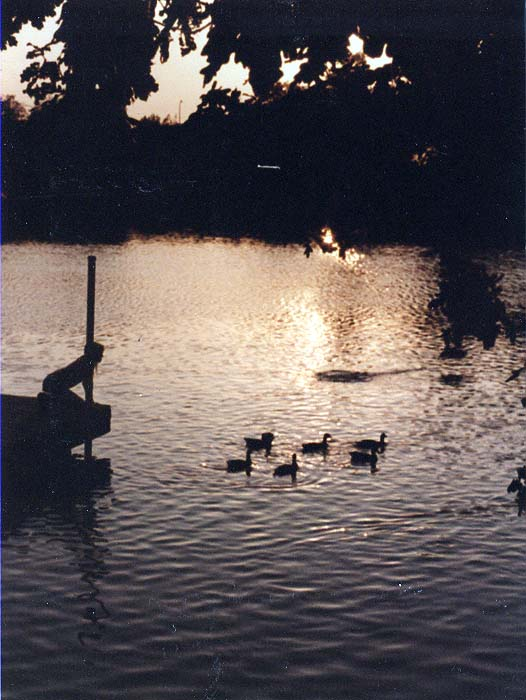
Putah_Creek, en el Arboreto de la Universidad de California Campus de Davis.
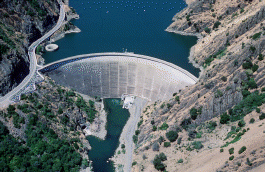
La represa de Monticello "Putah Creek".
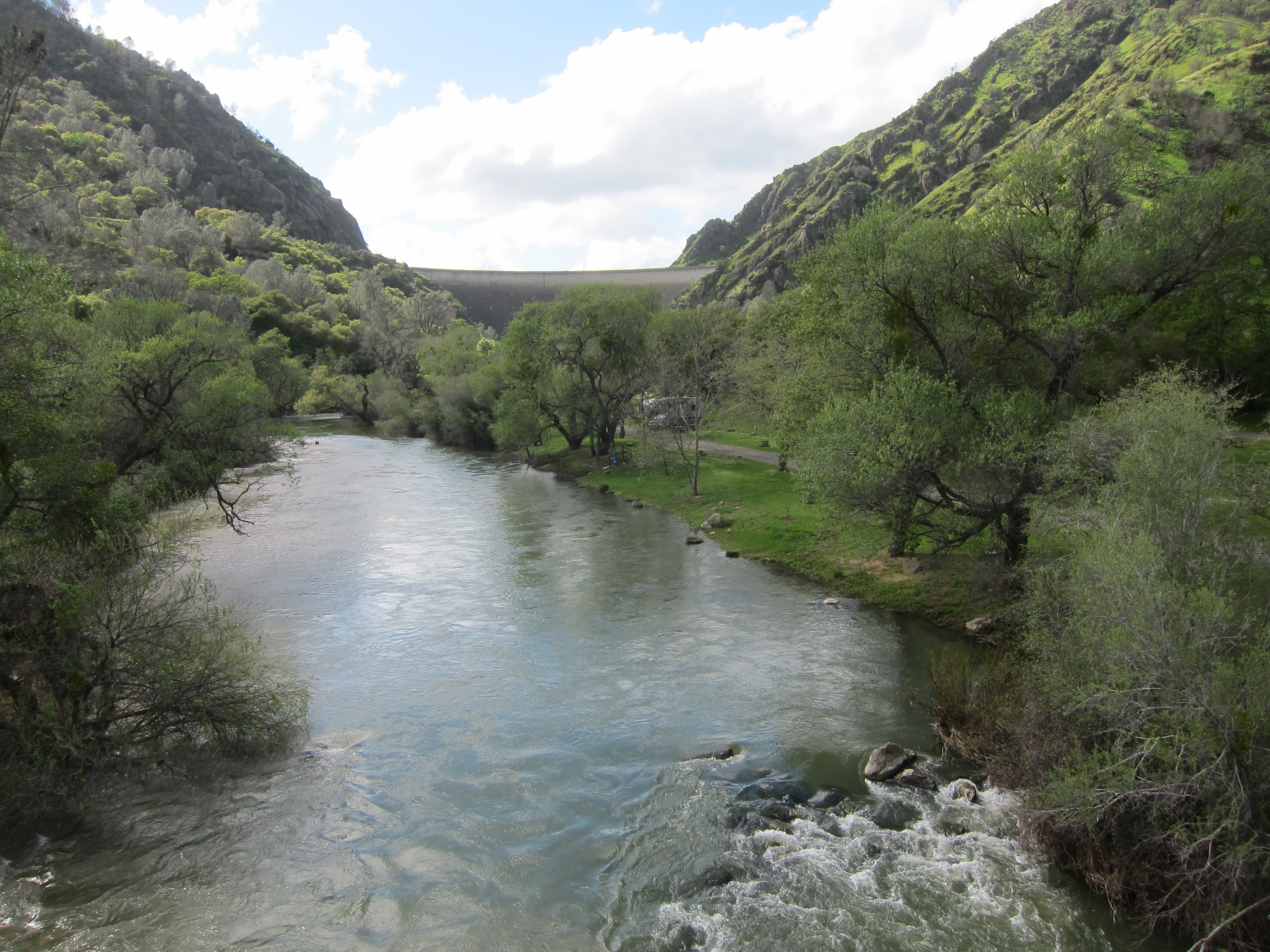
"Putah Creek" desde el puente de la "Highway 128", debajo de la represa Monticello.